# Eva González
Eva Yajaira González Landazury (ur. 2 czerwca 1994) – kolumbijska zapaśniczka walcząca w stylu wolnym. Zajęła czternaste miejsce na mistrzostwach świata w 2017 roku. 
Szósta na mistrzostwach panamerykańskich w 2017. Mistrzyni Ameryki Południowej w 2016. Wicemistrzyni igrzysk Ameryki Południowej w 2018, a także igrzysk boliwaryjskich w 2017 roku.